# Scardamia bractearia
Scardamia bractearia är en fjärilsart som beskrevs av Walker 1860. Scardamia bractearia ingår i släktet Scardamia och familjen mätare. Inga underarter finns listade.